# Третя ліга Болгарії з футболу
Третя аматорська футбольна ліга (болг. Трета аматьорска футболна лига), або просто Третя ліга (болг. Трета лига) — третій дивізіон чемпіонату Болгарії з футболу, організований Болгарським футбольним союзом. Знаходиться між професіональною Другою лігою та обласними лігами. Є найвищим аматорським дивізіоном країни.
В даний час Третя ліга складається з чотирьох груп, які формуються шляхом поділу країни на чотири регіони: Північний захід, Південний захід, Північний схід та Південний схід. Матчі в усіх групах проходять паралельно протягом сезону, але оскільки кількість команд у них може різнитись, кількість раундів у кожному з них може змінюватися.

## Огляд
Третя ліга була створена в 1950 році разом з другим дивізіоном. Він перебуває під управлінням Болгарського футбольного союзу, а клуби в ньому мають аматорський статус.

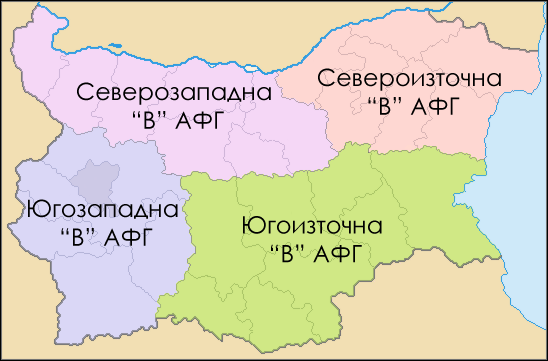
Мапа поділу на зони.

Хоча перші два рівні у футбольній піраміді — Перша та Друга ліги — є професіональними, третій рівень має аматорський статус та не потребує професійного ліцензування команди. Аматорський статус третього рівня призвів до того, що дивізіон протягом багатьох років офіційно називався Аматорською футбольною групою В. З 2016 року ліга перейменована в Третю аматорську футбольну лігу
Третя ліга історично була поділена на чотири різні групи, що граються одночасно (Північно-західну, Південно-західну, Північно-східну та Південно-східну). Кожною групою керує свій адміністративний центр футбольної зони, якими є Софія, Велико-Тирново, Варна та Пловдив відповідно. Розмір кожної групи ґрунтується на географічному розташуванні клубів, де в кожній групі беруть участь від 16 до 20 команд.
В даний час лідери ліги мають право брати участь у Кубку Болгарії, а з 1995 року також можуть брати участь у Кубку Болгарської аматорської футбольної ліги.

## Формат змагань
Чотири чемпіони з чотирьох різних груп Третьої ліги можуть бути переведені у вищий дивізіон болгарського футболу — Другу лігу, за умови отримання професіональної ліцензії. Якщо клуб не набуває ліцензії, як правило, Виконавчий комітет Болгарського футбольного союзу вирішує, яка інша команда може отримати право на підвищення та чи потрібен турнір плей-оф для заповнення вакантного місця.
Команди, які фінішують на останніх позиціях у своїх групах, вилатають із Третьої ліги і у наступному сезоні змагаються у відповідній обласній групі, четвертому дивізіоні країни.

## Чемпіони
| Рік  | Північний Схід       | Південний Схід         | Північний Захід    | Південний Захід            |
| ---- | -------------------- | ---------------------- | ------------------ | -------------------------- |
| 2011 | Спартак (Варна)      | Ботев (Пловдив)        | Бдин (Видин)       | Сливнишкі герой (Сливниця) |
| 2012 | Шумен                | Раковський             | Спартак (Плевен)   | Пирин (Разлог)             |
| 2013 | Добруджа (Добрич)    | Ботев (Гилибово)       | Академік (Свиштов) | Марек (Дупниця)            |
| 2014 | Бенковскі (Бяла)     | Созополь               | Локомотив (Мездра) | Пирин (Благоєвград)        |
| 2015 | Дунав                | ОФК Поморіє            | Спартак (Плевен)   | Обориште (Панагюриште)     |
| 2016 | Чорноморець (Балчик) | Несебир                | Етир-1924          | ЦСКА (Софія)               |
| 2017 | Чорноморець (Балчик) | Загорець (Нова Загора) | Литекс             | Струмска слава (Радомир)   |
| 2018 | Добруджа             | Арда (Кирджалі)        | Каріана (Ерден)    | ЦСКА 1948                  |
| 2019 | Спартак (Варна)      | Нафтохімік (Бургас)    | Спартак (Плевен)   | Хебир (Пазарджик)          |
| 2020 | Добруджа (Добрич)    | Созополь               | Янтра (Габрово)    | Міньор (Перник)            |